# Kaja Teržan
Kaja Teržan, slovenska performerka, plesalka, koreografinja pesnica in pisatreljica *1986, Kranj.

## Življenje
Kaja Teržan se je rodila leta 1986 v Kranju. Vrtec in prva dva razreda osnovne šole je preživela v predmestju Stockholma na Švedskem, nato pa se je z družino preselila v Škofo Loko, kjer je dokončala osnovno izobrazbo. Na Filozofski fakulteti v Ljubljani je začela s študijem umetnostne zgodovine in sociologije, ki pa ga je predčasno zaključila in se usmerila v sodobno-plesne performativne prakse. Pozneje je bila sedem let tudi redno zaposlena na delovnem mestu pomočnice vzgojiteljice.

## Delo
Njeno javno pesniško ustvarjanje se je začelo leta 2015, ko je pri Centru za slovensko književnost, v zbirki Aleph, izšla njena prva pesniška zbirka Delta. Istega leta se je z istoimenskim performansom, ki zajema velik del pesmi iz zbirke, uvrstila na mednarodni bienale mladih umetnikov Mediterranea v Milanu. Naslednje leto se ji je pri projektu pridružila pianistka Manca Udovič, s katero se je udeležila številnih branj po Sloveniji in tujini kjer je sodelovala pri literarnih projektih v Berlinu in Granadi. Na pobudo Centra za slovensko književnost je s svojo poezijo sodelovala na mednarodnih prevajalskih delavnicah na Dunaju in v Kostariki. Leta 2016 je bila zbirka nominirana za Veronikino nagrado.
Leta 2018 je izšla njena druga zbirka Krog. Nominirana je bila za nagrado kritiško sito, prejela pa je Jenkovo nagrado za najboljšo pesniško zbirko zadnjih dveh let. Njena tretja pesniška zbirka Nekoč bom imela čas pa je izšla leta 2021.

## Pesniške zbirke
- Delta (2015)
- Krog (2018)
- Nekoč bom imela čas (2021)

## Proza
- Obračun (roman, 2025)